# NGC 2247
NGC 2247 è una nebulosa a riflessione visibile nella costellazione dell'Unicorno; costituisce una delle regioni centrali dell'associazione di stelle massicce nota come Monoceros R1.

## Osservazione
La nube si individua nella parte settentrionale della costellazione, al confine con Orione e ad ovest rispetto alla Nebulosa Cono e all'ammasso noto come "Albero di Natale"; può essere osservata con un telescopio amatoriale molto potente, meglio se munito di filtri, mentre nelle fotografie appare come una piccola macchia chiara a ridosso di una stellina di ottava magnitudine. Il periodo più propizio per la sua osservazione nel cielo serale ricade nei mesi compresi fra dicembre e aprile; grazie alla sua declinazione prossima all'equatore celeste, la nube può essere osservata da tutte le aree popolate della Terra, sebbene gli osservatori posti a latitudini boreali siano leggermente più avvantaggiati.

## Caratteristiche e struttura

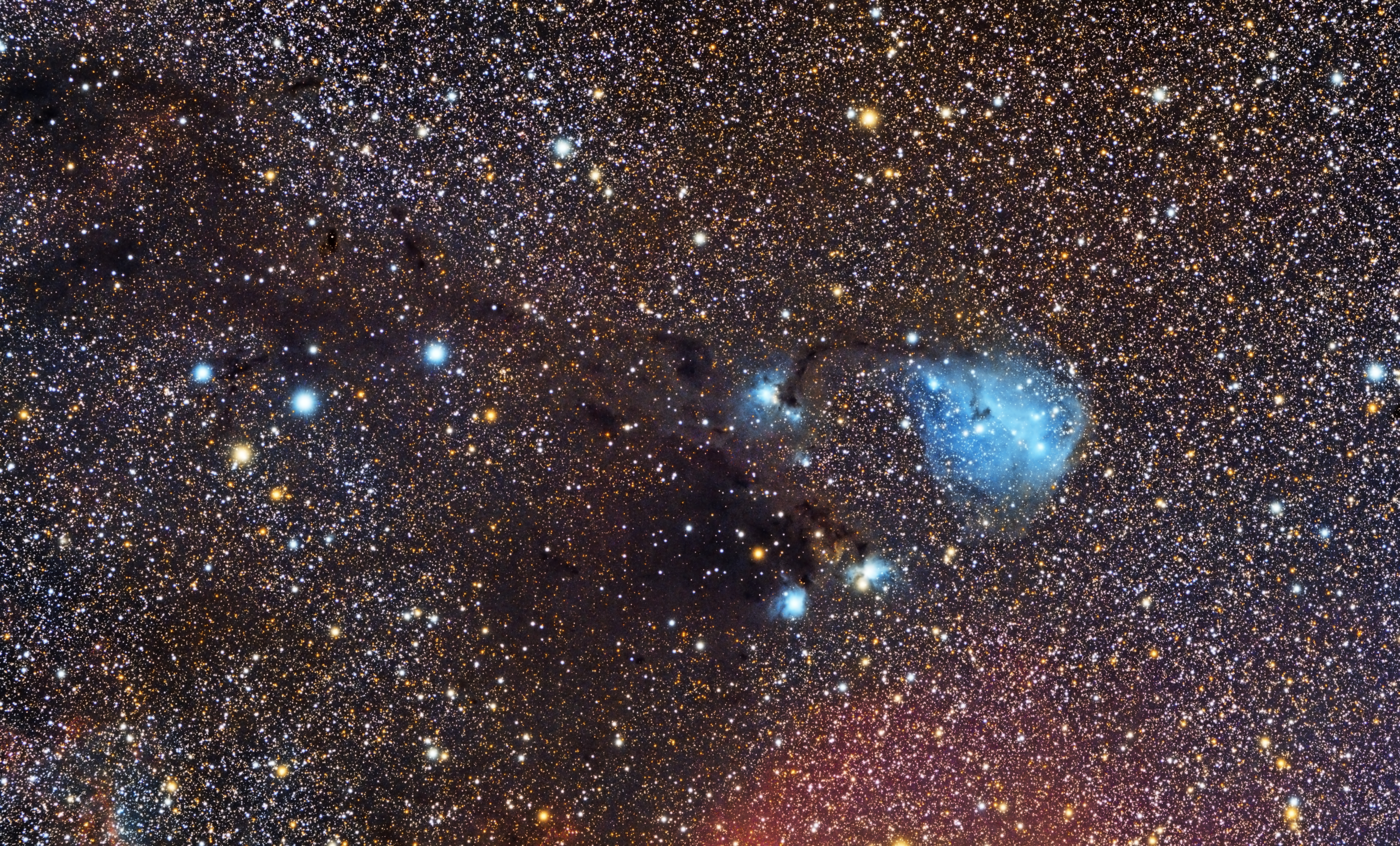
Monoceros R1, nella parte occidentale del complesso nebuloso molecolare di Monoceros OB1, con le nebulose a riflessione connesse alle stelle più brillanti.

La nube si trova sul bordo della grande nebulosa oscura nota come B37, a breve distanza da IC 446, la nebulosa che circonda la stella VY Monocerotis; è situata al centro di Monoceros R1, un'associazione OB facente parte della regione del Complesso nebuloso molecolare di Monoceros OB1, assieme all'associazione Monoceros OB1 e ad altre nebulose vicine. La distanza della regione è stimata sui 760 parsec (2480 anni luce), sul bordo esterno del Braccio di Orione, vicino alla zona interbraccio fra questo e il Braccio di Perseo; l'associazione Monoceros R1 conta alcune stelle azzurre di classe spettrale B e circa 7.000 M⊙ di nubi di gas e polveri;
La nube circonda per intero la stella HD 259431, nota anche come V700 Monocerotis, una brillante variabile Orione di grande massa che oscilla irregolarmente fra le magnitudini 8,62 e 8,91; la nube si concentra attorno alla stella senza mostrare segni di strutture allungate. Agli infrarossi e alle lunghezze d'onda submillimetriche è una delle sorgenti più compatte della regione.